# Mero et mixto imperio
Mero et mixto imperio (con mero e misto imperio) è una locuzione latina medievale che indicava la delega da parte del sovrano dell'esercizio dei poteri di amministrazione della giustizia ad un feudatario.
Il feudatario deteneva il potere assoluto sull'intero suo territorio, ad eccezione dei beni della Chiesa, che erano immuni dalla sua giurisdizione. Una delle più importanti prerogative era l'amministrazione della giustizia.
Generalmente il feudo era concesso con la clausola del mixto imperio, che consisteva nel giudicare le cause di minore entità o bassa giustizia, «cioè [al] diritto di comminare lievi pene corporali infra relegazione e pena pecuniaria fino ad onze quattro», poi sette, mentre il mero imperio concerneva le cause penale di maggiori entità, e consisteva nell'«habere gladii potestatem ad puniendum facinorosos morte, exilio et relegatione» e rimaneva di competenza reale o veniva delegato a vassalli che lo detenevano su ampie aree territoriali.
Il potere di giudicare non era quindi una prerogativa del feudo, ma si trattava di una regalia (potestà esecutrice) e la sua concessione doveva risultare espressamente dalle clausole dell'investitura.